# Vellozia alata
Vellozia alata är en enhjärtbladig växtart som beskrevs av Lyman Bradford Smith. Vellozia alata ingår i släktet Vellozia och familjen Velloziaceae. Inga underarter finns listade.